# Zentralafrikanische Spiele
Die Zentralafrikanischen Spiele (englisch Central African Games) waren Sportspiele für die zentralafrikanischen Nationen. Sie wurden dreimal zwischen 1976 und 1986 ausgetragen.

## Geschichte
Die Tabelle zeigt alle Austragungsorte der Zentralafrikanischen Spiele.
| Nr. | Jahr | Stadt       | Land                | Datum                       |
| --- | ---- | ----------- | ------------------- | --------------------------- |
| 1   | 1976 | Libreville  | Gabun               | 30. Juni bis 10. Juli       |
| 2   | 1981 | Luanda      | Angola              | 20. August bis 2. September |
| 3   | 1987 | Brazzaville | Volksrepublik Kongo | 18. bis 30. April           |

## Sportarten
- Basketball
- Boxen
- Fußball (Details)
- Handball
- Judo
- Leichtathletik
- Radsport
- Volleyball

## Teilnehmende Nationen
- Angola
- Äquatorialguinea
- Burundi
- Gabun
- Kamerun
- Republik Kongo
- Ruanda
- São Tomé und Príncipe
- Tschad
- Zaire
- Zentralafrikanische Republik